# Centralprovinsen (Kenya)
Centralprovinsen er en af Kenyas otte provinser. I 2008 havde provinsen en anslået befolkning på 3.919.100 indbyggere og et areal på 13.191 km². Hovedby er Nyeri.
Historisk har  den nuværende Centralprovins været hjemland for kikuyu, embu og meru-folkene. I kolonitiden var størstedelen af provinsen reserveret til de hvide bosættere.
Nationalparkerne Aberdare nationalpark og Mount Kenya nationalpark og skovreservat ligger i provinsen.

## Administrativ inddeling
Provinsen er inddelt i syv distrikter:
- Kiambu
- Kirinyaga
- Maragua
- Muranga
- Nyandarua
- Nyeri
- Thika

## Eksterne kilder og henvisninger
1. ↑  "Kenya National Bureau of Statistics, Population projections by province/district". Arkiveret fra originalen 7. juni 2009. Hentet 21. oktober 2011.
2. ↑  Statoids, Provinces of Kenya

- Wikimedia Commons har flere filer relateret til Centralprovinsen (Kenya)

0°45′S 37°00′Ø / 0.75°S 37°Ø